# Nephodia exclamationis
Nephodia exclamationis là một loài bướm đêm trong họ Geometridae.